# Giovanni Gaetano Rossi
Giovanni Gaetano Rossi (Borgo San Donnino, Parma, 5 d'agost de 1828 - Gènova, 31 de març de 1886) fou un compositor, violinista, organista i director d'orquestra italià.
Estudià al Conservatori de Milà i de 1852 a 1873 fou violí solista del teatre i organista de la capella de la cort de Parma, de 1864 a 1873, i, per acabar, director d'orquestra del teatre "Carlo Felice", de Gènova.

## Òperes
- Elena di Taranio: (Parma, 1852)
- Giovanni Giscala: (Parma, 1855)
- Nicolo di Lapi: (Ancona, 1865)
- La contessa d'Altenberg: (Gènova, 1875)
- Raúl: simfonia
- Tres Misses
- Un Rèquiem
- Un Oratori.